# Canton d'Antibes-2
Le canton d'Antibes-2 est une circonscription électorale française du département des Alpes-Maritimes, créée par le décret du 24 février 2014 et entrant en vigueur lors des élections départementales de 2015.

## Historique
Un nouveau découpage territorial des Alpes-Maritimes entre en vigueur en mars 2015, défini par le décret du 24 février 2014, en application des lois du 17 mai 2013 (loi organique 2013-402 et loi 2013-403). Les conseillers départementaux sont, à compter de ces élections, élus au scrutin majoritaire binominal mixte. Les électeurs de chaque canton élisent au Conseil départemental, nouvelle appellation du Conseil général, deux membres de sexe différent, qui se présentent en binôme de candidats. Les conseillers départementaux sont élus pour 6 ans au scrutin binominal majoritaire à deux tours, l'accès au second tour nécessitant 12,5 % des inscrits au 1er tour. En outre la totalité des conseillers départementaux est renouvelée. Ce nouveau mode de scrutin nécessite un redécoupage des cantons dont le nombre est divisé par deux avec arrondi à l'unité impaire supérieure si ce nombre n'est pas entier impair, assorti de conditions de seuils minimaux. Dans les Alpes-Maritimes, le nombre de cantons passe ainsi de 52 à 27. Le canton d'Antibes-2 fait partie des 14 nouveaux cantons du département, les 13 autres cantons portant la dénomination d'un ancien canton, mais avec des limites territoriales différentes.

## Représentation
| Période élective | Période élective | Mandat | Mandat   | Identité                  | Nuance | Nuance | Qualité                                                                                             |
| ---------------- | ---------------- | ------ | -------- | ------------------------- | ------ | ------ | --------------------------------------------------------------------------------------------------- |
| 2015             | 2021             | 2015   | 2021     | Alexandra Borchio-Fontimp |        | LR     | Adjointe au maire d'Antibes (2014-2020) Sénatrice des Alpes-Maritimes (depuis 2020)                 |
| 2015             | 2021             | 2015   | 2021     | Jacques Gente             |        | LR     | Premier Adjoint au maire d'Antibes                                                                  |
| 2021             | 2028             | 2021   | en cours | Alexandra Borchio-Fontimp |        | LR     | Conseillère sortante                                                                                |
| 2021             | 2028             | 2021   | en cours | Jacques Gente             |        | LR     | Conseiller sortant, 13ème Vice-Président du conseil départemental chargé de la santé et des séniors |

### Résultats détaillés

#### Élections de mars 2015
À l'issue du 1er tour des élections départementales de 2015, deux binômes sont en ballottage : Alexandra Borchio-Fontimp et Jacques Gente (Union de la Droite, 49,27 %) et Tanguy Cornec et Rose-Marie Duse (FN, 32,02 %). Le taux de participation est de 48,9 % (10 844 votants sur 22 178 inscrits) contre 48,55 % au niveau départementalet 50,17 % au niveau national.
Au second tour, Alexandra Borchio-Fontimp et Jacques Gente (Union de la Droite) sont élus avec 66,55 % des suffrages exprimés et un taux de participation de 47,69 % (6 551 voix pour 10 576 votants et 22 178 inscrits).

#### Élections de juin 2021
Le premier tour des élections départementales de 2021 est marqué par un très faible taux de participation (33,26 % au niveau national). Dans le canton d'Antibes-2, ce taux de participation est de 33,53 % (7 240 votants sur 21 594 inscrits) contre 34,55 % au niveau départemental. À l'issue de ce premier tour, deux binômes sont en ballottage : Alexandra Borchio Fontimp et Jacques Gente (Union à droite, 40,91 %) et Cyril Aussenac et Léna Latouche (RN, 30,24 %).
Le second tour des élections est marqué une nouvelle fois par une abstention massive équivalente au premier tour. Les taux de participation sont de 34,3 % au niveau national, 37,61 % dans le département et 36,42 % dans le canton d'Antibes-2. Alexandra Borchio Fontimp et Jacques Gente (Union à droite) sont élus avec 68,19 % des suffrages exprimés (5 133 voix pour 7 867 votants et 21 601 inscrits),,.

## Composition
Le canton d'Antibes-2 comprend la partie de la commune d'Antibes située au sud d'une ligne définie par l'axe des voies et limites suivantes : depuis le littoral, ligne droite prolongeant la rue des Iles, boulevard Charles-Guillaumot, avenue de l'Amiral-Courbet, boulevard Raymond-Poincaré, rue Pierre-Loti, route de la Badine, rond-point de la Badine, route départementale 6107, chemin de Lauvert, chemin des Eucalyptus, route de Saint-Jean, chemin de Fontmerle, chemin de Rabiac-Estagnol, avenue Philippe-Rochat, boulevard du Général-Vautrin, ligne de chemin de fer, passerelle Saint-Roch, place Pierre-Semard, avenue du 11-Novembre, avenue de Verdun, quai des Pêcheurs, promenade Courtine, promenade de l'Amiral-de-Grasse, ligne droite prolongeant la rue des Arceaux, jusqu'au littoral.
| Nom                             | Code Insee | Intercommunalité    | Superficie (km2) | Population (dernière pop. légale)                | Densité (hab./km2) | Modifier                                    |
| ------------------------------- | ---------- | ------------------- | ---------------- | ------------------------------------------------ | ------------------ | ------------------------------------------- |
| Antibes (bureau centralisateur) | 06004      | CA Sophia Antipolis | 26,48            | Fraction : 31 239 (2022) Commune : 76 612 (2022) | 2 893              | modifier les données · modifier les données |
| Canton d'Antibes-2              | 0602       |                     |                  | 31 239 (2022)                                    |                    | modifier les données                        |

## Démographie
En 2022, le canton comptait 31 239 habitants, en évolution de −0,41 % par rapport à 2016 (Alpes-Maritimes : +2,85 %, France hors Mayotte : +2,11 %).
| 2013   | 2018   | 2022   |
| ------ | ------ | ------ |
| 33 387 | 30 169 | 31 239 |